# Friedhofskreuz (Bain-de-Bretagne)

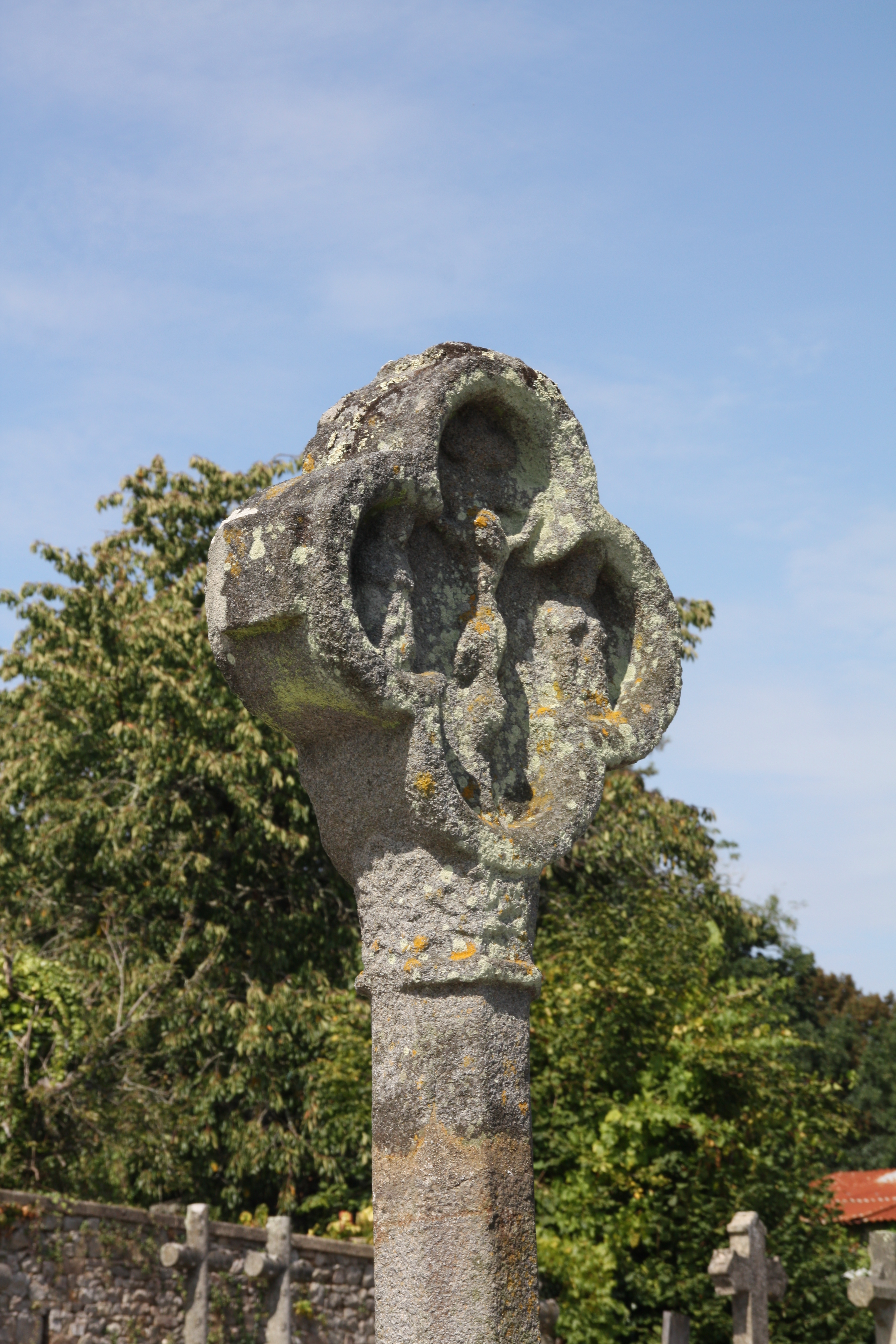
Friedhofskreuz in Bain-de-Bretagne

Das Friedhofskreuz in Bain-de-Bretagne, einer französischen Gemeinde im Département Ille-et-Vilaine in der Region Bretagne, wurde im 15. Jahrhundert geschaffen. Im Jahr 1908 wurde das Kreuz an der Avenue du Général-de-Gaulle als Monument historique in die Liste der Baudenkmäler in Frankreich aufgenommen.
Auf einer polygonalen Säule steht ein Vierpass, der auf einer Seite ein Relief mit Christus am Kreuz, Maria und der heiligen Maria Magdalena und auf der anderen eine Madonna mit Kind zeigt.
Die Säule und der rechteckige Sockel stammen aus neuerer Zeit.